# اشكلت (مقاطعة فومن)
اشكلت (بالفارسية: اشکلت) هي قرية تقع في غيلان في إيران. يقدر عدد سكانها بـ 10 نسمة .